# السيدة الرمادية (فلم)
السيدة الرمادية (بالألمانية: Die graue Dame) هو فيلم أبيض وأسود ألماني غامض إنتاج عام 1937 المعروف أيضًا باسم شيرلوك من إخراج إريك إنغلس وبطولة هيرمان سبيلمانز وترود مارلين وإليزابيث فنت. يروي قصة محقق بريطاني شهير يفسد خطط عصابة شريرة لسرقة مخططات أعمال مهمة.

## فريق التمثيل
- هيرمان سبيلمانز في دور جيمي وارد (شيرلوك هولمز)
- ترود مارلين في دور ماريا إيريتزكاجا
- إليزابيث وندت في دور لولا
- إدوين يورجنسن في دور جي. في. بارنوف
- ثيو شال في دور هاري موريل
- إرنست كارشو في دور مفتش براون
- ويرنر فينك في دور جون ، دينر باي وارد
- ويرنر شارف في دور جاك كلارك
- هانز هالدن في دور جيمس هيويت
- هنري لورينزن في دور أرشيبالد بيبركورن
- رينهولد بيرنت في دور ويلسون
- إيفا تينشمان في دور فراو ميلر
- أورسولا هيركينغ
- ماريا لوجا
- تشارلز ويلي كايسر
- بول شويد
- سيغفريد فايس في دور جانوف

## روابط خارجية
- السيدة الرمادية  في قاعدة بيانات الأفلام على الإنترنت (بالإنجليزية)